# Juan Carlos Blanco Acevedo
 (novembre 2016).
Si vous disposez d'ouvrages ou d'articles de référence ou si vous connaissez des sites web de qualité traitant du thème abordé ici, merci de compléter l'article en donnant les références utiles à sa vérifiabilité et en les liant à la section « Notes et références ».
Pour les articles homonymes, voir Blanco et Acevedo.
Juan Carlos Blanco Acevedo (né le 6 décembre 1879 - mort le 3 mai 1952) est un diplomate uruguayen, plusieurs fois ministre.

## Biographie
Diplômé en droit de l’Université de Montevideo, Juan Carlos Blanco Acevedo entra au sein de la fonction publique comme du directeur du port de Montevideo avant d’être élu comme député à l’Assemblée nationale. Réélu constamment, il fut nommé délégué plénipotentiaire de son pays à la conférence pour la paix de Versailles et fut chef de la délégation uruguayenne à la Société des Nations. 
Il fut aussi ministre des Travaux publics, ministre de l’Intérieur et, à deux reprises, ministre des Affaires étrangères. En 1941, il fut nommé ambassadeur aux États-Unis avant de continuer sa carrière diplomatique en Argentine, au Brésil et en France. 
Il fut l’auteur de plusieurs ouvrages sur l’administration des institutions portuaires et enseigna la littérature et le droit à l'université de Montevideo.